# John Welsh
John Welsh (ur. 10 stycznia 1984 w Liverpoolu) – angielski piłkarz występujący na pozycji defensywnego pomocnika w Preston North End. Były reprezentant Anglii U-21.

## Kariera
Welsh zapisał się do szkółki Liverpoolu w wieku 10 lat. Kilka lat później został kapitanem zespołu rezerw. W środku sezonu 2001/2002 odbył pierwszy trening z główną drużyną. W następnym sezonie zaliczył jeden występ – był to debiut w spotkaniu Pucharu Ligi Angielskiej z Ipswich Town, 4 grudnia 2002, kiedy to w 83 minucie zmienił Vladimíra Šmicera. Jego pierwszy mecz w Premier League miał miejsce 4 października 2003 w pojedynku z Arsenalem. Na murawę wszedł w 82 minucie, zmieniając Salifa Diao.
W sierpniu 2005 został wypożyczony do występującego w Championship Hull City. W listopadzie 2005 uzgodniono transfer zawodnika. Do Liverpoolu w zamian miał dołączyć Paul Anderson. Transakcja doszła do skutku 4 stycznia 2006.
10 marca 2007 w spotkaniu z Preston North End, Welsh przy próbie odbioru piłki doznał złamania kości piszczelowej i strzałkowej w prawej nodze. Kontuzja wyeliminowała go z gry na wiele miesięcy.
31 grudnia 2007 przystał na wypożyczenie do Chester City. Dzień później zadebiutował w przegranym 1:2 spotkaniu domowym z Grimsby Town. Następnie Hull wypożyczało go do Carlisle United i Bury. 13 lipca 2009 roku Welsh podpisał kontrakt z Tranmere Rovers.

## Statystyki
| Klub      | Sezon   | Liga | Liga | Puchar Anglii | Puchar Anglii | Puchar Ligi Angielskiej | Puchar Ligi Angielskiej | Europa | Europa | Inne | Inne | Ogółem | Ogółem |
| Klub      | Sezon   | Wyst | Gole | Wyst          | Gole          | Wyst                    | Gole                    | Wyst   | Gole   | Wyst | Gole | Wyst   | Gole   |
| --------- | ------- | ---- | ---- | ------------- | ------------- | ----------------------- | ----------------------- | ------ | ------ | ---- | ---- | ------ | ------ |
| Hull City | 2005-06 | 32   | 2    | 0             | 0             | 1                       | 0                       | 0      | 0      | 0    | 0    | 33     | 2      |
| Liverpool | 2004-05 | 3    | 0    | 1             | 0             | 2                       | 0                       | 1      | 0      | 0    | 0    | 7      | 0      |
| Liverpool | 2003-04 | 1    | 0    | 0             | 0             | 0                       | 0                       | 1      | 0      | 0    | 0    | 2      | 0      |
| Liverpool | 2002-03 | 0    | 0    | 0             | 0             | 1                       | 0                       | 0      | 0      | 0    | 0    | 1      | 0      |
| Ogółem    | Ogółem  | 36   | 2    | 1             | 0             | 4                       | 0                       | 2      | 0      | 0    | 0    | 43     | 2      |